# II liga polska w rugby union
II liga polska w rugby – trzecia w hierarchii liga męskich ligowych rozgrywek rugby w Polsce. Stanowi najniższy szczebel rozgrywkowy w Polsce. Zmagania toczą się cyklicznie (co sezon) systemem kołowym i przeznaczone są dla 6 polskich klubów rugby. Czołowa drużyna II ligi polskiej uzyskuje prawo gry w barażu o awans do I ligi, zaś reszta zespołów utrzymuje się w rozgrywkach. Od samego początku do dziś zarządzana przez Polski Związek Rugby.

## Zasady

### Punktacja
- 4 punkty za zwycięstwo
- 2 za remis
- 0 za porażkę
- Dodatkowy punkt:
  - za zdobycie co najmniej 4 przyłożeń
  - porażkę nie wyższą niż 7 punktów

### Inne
Walkower w meczach ligowych będzie wynosił 25-0, a drużyna nie stawiająca się na boisku zostanie ukarana ujemnym punktem. Zwycięstwo walkowerem przynosi zespołowi 5 punktów.

## Sezon 2019
| Lp. | Drużyna                  |
| --- | ------------------------ |
| 1.  | Rugby Ruda Śląska        |
| 2.  | Rugby Białystok          |
| 3.  | Miedziowi Lubin          |
| 4.  | Unia Brześć/Terespol     |
| 5.  | Chaos Poznań             |
| 6.  | Mazovia Mińsk Mazowiecki |